# Saison 1 d'Alice Nevers : Le juge est une femme
Chronologie
Florence Larrieu Saison 2
Cet article présente les épisodes de la première saison de la série télévisée Alice Nevers : Le juge est une femme.

## Distribution
- Marine Delterme : Alice Nevers, juge d'instruction
- Richaud Valls : Lieutenant Lucien Forette (épisodes 1 et 2)
- Arnaud Binard : Lieutenant Sylvain Romance (épisode 3)
- Jean Dell : Édouard Lemonnier, greffier
- Anne-Marie Philipe : La présidente du tribunal
- Paul Barge : Père d'Alice (épisodes 2 et 3)
- Daniel-Jean Colloredo : Le médecin légiste (épisode 3)

## Liste des épisodes

### Épisode 1:Soumission
- France : 2 septembre 2002 sur TF1

- France : 6,2 millions de téléspectateurs (27.6 % de part de marché)[réf. nécessaire] (première diffusion)

- Philippe Magnan : Boudiot
- François-Régis Marchasson : Jean-Yves Renac
- Luc Thuillier : Fred
- Riton Liebman : Loiseau
- Alexandra Mercouroff : Camille Tessier
- Vanessa Larré : Léa Garnier
- Françoise Lépine : Madame Renac
- Guilaine Londez : Pépita
- Olivier Breitman : Christophe Lenoir
- Patrice Perlant : Maréchal
- Pascal Vannson : Interne UMJ
- Thierry Costa : Gérant hôtel Le relais
- Diane Dassigny : Barmaid Sunset
- Elisabeth Rodriguez : Madame Richard
- Louis Doré : Médecin hôpital

### Épisode 2:Juge contre juge
- France : 21 octobre 2002 sur TF1

- France : 6,57 millions de téléspectateurs (27 %)[réf. nécessaire] (première diffusion)

- Didier Flamand : Juge Gendreau
- Alexandra London : Juliette Gendreau
- Irina Ninova : Zina
- Stefan Elbaum : Serge
- Luc Thuillier : Fred
- Jean-Luc Revol : Didier
- Jacky Nercessian : Ivan Savic
- Alexandre Styker : Rémi
- Luis Inacio : Barman bar Le Cargo
- Lou Guéhan : Homme bar Le Cargo
- Christian Sinniger : Chauffeur de taxi
- Louis Doré : Médecin hôpital
- Wadeck Stanczak : Didier Portal

### Épisode 3:Jackpot
- France : 16 juin 2003 sur TF1

- France : 6,77 millions de téléspectateurs (31.4 %)[réf. nécessaire] (première diffusion)

- Laure Killing : Fabienne
- Didier Bezace : Georges Cassard
- Pierre Vernier : Rossignol
- Steve Kalfa : Wenger
- Rudi Rosenberg : Yann
- Audrey Moore : Anita Fargier
- Nathalie Grandhomme : Fanny
- Richard Chevallier : Hadjez
- Christian Gaïtch : Monsieur Bellair
- Marc Bertolini : Tueur 1
- Jacques-Henri Fabre : Tueur 2
- Jean-Marie Fonbonne : Chargé de compte
- Jeff Bigot : Le barman
- Jean-Luc Ponselet : Vidéoman
- Michel Danjou : Inspecteur
- Frédéric Bouraly : Policier Cavazzi